# Diadelia lateriplagiata
Diadelia lateriplagiata là một loài bọ cánh cứng trong họ Cerambycidae.